# إدواردو خوميسي
إدواردو خوميسي (6 يونيو 1984 بمابوتو في موزمبيق - ) هو لاعب كرة قدم موزمبيقي في مركز الوسط. شارك مع منتخب موزمبيق لكرة القدم. أما مع النوادي، فقد لعب مع ليغا موكولمانا مابوتو ونادي إيرميس أراديبو ونادي بريميرو دي أغوستو ونادي فاسلوي ونادي ليتشويس ونادي ماشاكويني ‏ وFC Vaslui II ‏ ونادي بورتيمونينسي.

## روابط خارجية
- إدواردو خوميسي على موقع قاعدة بيانات كرة القدم.إي يو (الإنجليزية)
- إدواردو خوميسي على موقع ناشيونال فوتبول تيمز (الإنجليزية)
- إدواردو خوميسي على موقع Soccerway.com (الإنجليزية)
- إدواردو خوميسي على موقع عالم كرة القدم.نت (الإنجليزية)